# ناحیه پلین فیلد، شهرستان ایوسکو، میشیگان
ناحیه پلین فیلد (به انگلیسی: Plainfield Township) یک منطقهٔ مسکونی در ایالات متحده آمریکا است که در شهرستان ایوسکو، میشیگان واقع شده‌است.
 ناحیه پلین فیلد ۲۷۸٫۷ کیلومتر مربع مساحت و ۴٬۲۹۲ نفر جمعیت دارد و ۲۵۹ متر بالاتر از سطح دریا واقع شده‌است.